# Sander van Doorn
Sander van Doorn (Eindhoven, 28 de fevereiro de 1979) é um DJ e produtor holandês de música eletrônica. Seu estilo de produção mescla elementos de trance, electro, techno e house. Em 2006 fez sua estreia na lista dos 100 melhores DJs do mundo da Revista DJ Mag, ocupando a 32ª posição e alcançando o 13º lugar em 2008. No mesmo ano recebeu o prêmio de melhor DJ revelação na IDMA. O DJ tem produzido sucessos com outros projetos de música eletrônica já consagrados, como Depeche Mode e Marco V, seu mentor. Cantores e grupos musicais premiados fora da música eletrônica também possuem sucessos com o qual o DJ também trabalhou, como Robbie Williams em "Close My Eyes" e The Killers em "Spaceman".